# Revizionistický maximalismus
Revizionistický maximalismus byla židovská fašistická ideologie, jejímž představitelem byla revizionisticko-sionistická skupina Brit ha-birjonim, založená v roce 1930 Abou Acime'irem v britské mandátní Palestině. Revizionističtí maximalisté podporovali italský fašistický režim Benita Mussoliniho a usilovali o vytvoření židovského státu založeného na fašistických principech.